# Szentkirály (Dány)
Szentkirály Dány Pest vármegyei település része. Budapesttől 30 km-re, Isaszeg és Dány között fekszik. Egyike a legfiatalabb magyarországi településeknek.

## Alapítása
Az 1990-es évek elején a dányi önkormányzat az egykori mezőgazdasági termelőszövetkezeti központ környékén építési telkeket parcellázott ki, amelyeket a nemzetközi menekültügyi bizottság hozzájárulásával, egyrészt az Erdélyből menekült vagy áttelepült családok vásárolhattak meg, építhettek és lakták be.
Az így elkezdett építkezésekhez később más – magyarországi és külföldről áttelepült – (szerbiai, angliai, görögországi) betelepülők adják a település változatos nemzetközi arculatát.
Ebben a faluban épített az Erdélyi Gyülekezet ökumenikusan, tehát a katolikus egyházzal közösen használt templomot. A templomot 1998. november 15-én együtt szentelte fel a két nagyváradi magyar egyházfő, Tőkés László református, és Tempfli József katolikus püspök. A templom körül emlékfát ültettek a püspökökön kívül Orbán Viktor miniszterelnök és a gyülekezetet alapító Németh Géza családja. A gyülekezetben minden vasárnap délután fél 3-kor van református istentisztelet, alkalmanként pedig római katolikus mise.